# L'amante mia
L'amante mia (Canzoni e poesie di Napoli) è un album della cantante Giovanna pubblicato dall'etichetta Kicco Music nel 1991.

## Tracce
1. Marechiare (F. Paolo Tosti, S. Di Giacomo)
2. Dicitencello vuie (R. Falvo, E. Fusco)
3. Passione (E. Tagliaferri, N. Valente, L. Bovio)
4. Guapparia (R. Falvo, L. Bovio)
5. Catarì (Marzo) (M. Pasquale Costa, S. Di Giacomo)
6. Torna a Surriento (E. De Curtis, G. De Curtis)
7. Te voglio bene assaie (G. Donizetti, R. Sacco)
8. 'O sole mio (E. Di Capua, G. Capurro)
9. Fenesta vascia (Guglielmo Cottrau)
10. Rumba degli scugnizzi (R. Viviani))
11. Oi ricciulina (anonimo))
12. La morte de mariteto (canto tradizionale)
13. Nun vedaraggio (canto tradizionale)
14. Li palluce (Concetta Barra)
15. Alle quattro hore (anonimo)
16. Ad mortem festinamus (Libre Vermell de Monserrat)
17. Se l'aura spira (Girolamo Frescobaldi)
18. Tammorriata nera (E. A. Mario, E. Nicolardi)
19. Fronni d'alìa (canto tradizionale)
20. Madonna fance chiovere (canto tradizionale)